# Sun xVM
Sun xVM — семейство из четырёх технологий от Sun Microsystems, предназначенных для виртуализации на настольных компьютерах и серверах. Sun объявила о его создании в октябре 2007. Первым продуктом стал Sun xVM Ops Center, выпущенный в феврале 2008.

## Продукты

### Sun xVM Server
xVM Server использует гипервизор, основанный на Xen, для Solaris на платформе x86-64. Sun планирует поддержку Microsoft Windows, Linux и Solaris в качестве гостевых операционных систем.
В гипервизоре используются многие компоненты операционной системы OpenSolaris, включая Predictive Self Healing, ZFS и DTrace.
Sun xVM Server не применяет собственного формата для образов диска, а способен работать с форматами VMDK и VHD, что делает его совместимым с VMware ESX Server и Microsoft Hyper-V.
10 сентября 2008 Sun представила исходный код сервера xVM на странице https://web.archive.org/web/20090302084509/http://xvmserver.org/. В начале мая 2009 этот сайт стал перенаправлять посетителей на страницу сообщества Xen на OpenSolaris.org. Отдельная разработка xVM Server будет прекращена, вместо этого будет вестись работа в рамках проекта Xen/OpenSolaris. Команда разработчиков в будущем сфокусируется на разработке xVM Ops Center.

### Sun xVM VirtualBox
VirtualBox — программное обеспечение для виртуализации на платформе x86. Хост-системами могут быть Solaris, DOS, Windows, OS/2, FreeBSD, NetBSD, OpenBSD, QNX, Linux и Mac OS X.

### Sun xVM Ops Center
Sun xVM Ops Center предназначен для автоматизации управления дата-центрами. Некоторые его особенности:
- Предоставляет единую консоль для управления физической и виртуальной инфраструктурой
- Позволяет обнаруживать любую существующую инфраструктуру, в том числе невключённое оборудование

### Sun VDI
Программное обеспечение Sun VDI (Virtual Desktop Infrastructure) является брокером соединения, который предоставляет виртуализацию для настольных компьютеров, заменяя их на виртуальные машины на стороне сервера.

## OpenxVM
OpenxVM состоит из двух проектов:
- xVM Server
- xVM VirtualBox

Исходный код для компонента Common Agent Container доступен через сообщество OpenxVM.org. Sun планирует открыть оставшуюся часть Sun xVM Ops Center под лицензией General Public License версии 3 (GPLv3).